# La Calisto
La Calisto ist eine Oper (Dramma per Musica) in drei Akten und einem Prolog von Francesco Cavalli.

## Einführung
Das Libretto stammt von Giovanni Faustini und basiert auf den Metamorphosen (2. Buch) von Ovid: Die Nymphe Kallisto aus dem Gefolge der Diana, und deshalb zur Keuschheit verpflichtet, wird von Jupiter in Gestalt der Diana verführt und deshalb von der eifersüchtigen Juno (Jupiters Frau) in einen Bären verwandelt. Später verwandelt Jupiter Kallisto in das Sternbild des Großen Bären. Damit verwoben ist als Nebenhandlung die Geschichte des Endymion, in den Diana (in der ursprünglichen Sage die Mondgöttin Selene, die aber meist mit Diana identifiziert wird) verliebt ist. Mit Linfea und dem kleinen Satyr (sowie Merkur) kommen noch Elemente der Commedia dell’Arte hinzu.
La Calisto ist die letzte von neun Opern aus der erfolgreichen Zusammenarbeit Cavallis mit dem Librettisten Faustini in den 1640er-Jahren (und Cavallis 15. Oper) und wurde in dessen Todesjahr in Venedig uraufgeführt (Faustini starb am 19. Dezember). Die Uraufführung fand im kleinsten Theater Venedigs statt, das Faustino, der auch Opernunternehmer war, mit zwei Partnern im Jahr zuvor gemietet hatte (sie hatten in der Vorsaison dort Cavallis Opern L’Ormindo und Rosinda aufgeführt). In der Saison Ende 1651 wollten sie die Cavalli-Faustino-Opern La Callisto und Eritrea aufführen. Die Uraufführung fand am 28. November statt, einen Monat vor Beginn des Karnevals am 26. Dezember, dem üblichen Termin für Opern in Venedig.
Das Manuskript ist in einer einzigen Abschrift erhalten in der Contarini-Sammlung der Biblioteca Marciana in Venedig (teilweise angefertigt von Cavallis Ehefrau Maria).
Aus dem Manuskript (und der Rechnung für die Uraufführung) ergeben sich Hinweise auf die Besetzung: Cembalo, Spinett, Theorbe für das Continuo sowie drei Streicher (zwei Violinen, ein Violone).

## Handlung

### Prolog
Die Höhle der Ewigkeit in Arkadien
Natur und Ewigkeit besingen diejenigen, die den steinigen Weg zum Parnass erklommen haben. Das Schicksal (Destino) kommt hinzu und bittet Kallisto zu den Sternbildern hinzuzufügen. Die anderen verlangen eine Begründung, und Destino erzählt von Jupiters Auftrag (Calisto alle Stelle).

### Erster Akt
Ein verdorrter Wald an der ausgetrockneten Quelle eines Flusses
Die Erde ist von Kriegen zerstört, und Jupiter kommt mit seinem Begleiter Merkur, um sie neu zu begrünen. Er erblickt die Nymphe Kallisto (Tochter des Kriegers Lykaon), die die Zerstörung der Erde betrauert, verliebt sich in sie und umwirbt sie, von Merkur unterstützt. Er beweist seine Macht, die nach Belieben die Erde zerstören und wieder mit Leben erfüllen kann, indem er die Quelle wieder zum Sprudeln bringt. Kallisto will aber als Jungfrau im Gefolge Dianas bleiben und weist ihn zurück. Merkur rät Jupiter zur Täuschung. Er soll sich Kallisto als Diana nähern. Kallisto kehrt zur einzigen Quelle zurück und erliegt der Werbung Jupiters in Gestalt der Diana. Sie treten ab und Merkur räsoniert in zynischer Weise über den Wert der Täuschung in der Liebe.
Der Schäfer Endymion betritt den neu begrünten Wald und erzählt von seiner unerfüllten Liebe zu Diana. Diese tritt ebenfalls auf, begleitet von ihrer altjüngferlichen Begleiterin Linfea, einer Nymphe. Diana ist bewegt von Endymions Klage, kann aber wegen Linfea nicht gegen ihren Keuschheitskodex verstoßen. Kallisto erscheint wieder und versucht, sich Diana wieder in der neu gewonnenen Vertrautheit zu nähern, wird aber von ihr harsch zurückgewiesen und aus ihrem Gefolge verbannt.
Kallisto tritt verstört und mit gebrochenem Herzen ab. Linfea macht sich ihre eigenen Gedanken über emotionale Bedrängnisse. Ein kleiner Satyr, der dies hört, bietet ihr amouröse Dienste an, erhält aber die gleiche Abfuhr wie Kallisto. Der Satyr ist beleidigt und erbost.
Pan tritt, den Satyr und Silvano (den Gott der Wälder) im Gefolge, auf und trifft Diana, der er Avancen macht. Sie weist ihn scharf zurück. Pan vermutet einen Rivalen.

### Zweiter Akt
Gipfel des Latmos
Endymion gibt dem Mond ein Ständchen und besingt seine Liebe zu Diana. Nachdem er eingeschlafen ist, erscheint diese und küsst ihn. Er erwacht, und sie gestehen sich ihre Liebe. Sie bekommt aber Gewissensbisse und verlässt ihn mit dem Versprechen wiederzukommen. Der kleine Satyr hat alles in Pans Auftrag beobachtet und macht zynische Bemerkungen über Dianas doppeltes Gesicht.
Ebene des Erymanthos
Für Juno bedeutet die lange Abwesenheit von Jupiter nichts Gutes und sie sucht ihn auf der Erde. Sie trifft Kallisto, die ihr ihre Verwirrung schildert, und ahnt gleich Jupiters Verkleidung. Zur Bestätigung tauchen Diana-Jupiter und Merkur wieder auf und erneuern ihre Annäherungsversuche an Kallisto, Juno zunächst nicht bemerkend. Kallisto fühlt sich erfreut, von Diana-Jupiter erneut geliebt zu werden. Sie verabreden sich an einem stilleren Ort und Kallisto geht ab. Juno tritt auf und treibt ihr Spiel mit Diana-Jupiter mit unverblümten Andeutungen. Nachdem sie gegangen ist, lässt Jupiter im Dialog mit Merkur seinem Unmut über eifersüchtige Ehefrauen freien Lauf. Da tritt Endymion auf und nähert sich Diana-Jupiter mit Leidenschaft. Die für Jupiter peinliche Szene (die allerdings Merkur erheitert) wird jedoch unterbrochen, als Pan mit Gefolge (Chor der Satyre) auftritt und Endymion, in dem er seinen Rivalen erkannt zu haben glaubt, fortschleppt. Zum Schluss taucht auch noch Linfea auf, die nun doch einen Mann sucht, solange sie jung ist. Der kleine Satyr fordert seine Freunde auf, sie für ihn zu ergreifen (eine Vergewaltigung wird angedeutet).

### Dritter Akt
Quelle des Ladon
Kallisto wartet auf Diana-Jupiter, aber Juno und ihre Furien nehmen an ihr Rache und verwandeln Kallisto in einen Bären. Juno kehrt befriedigt in den Olymp zurück.
Wald
Endymion wird von Pan und seinen Genossen gefoltert, nachdem Pan vergeblich von ihm seinen Verzicht auf Diana gefordert hat. Diana erscheint und rettet ihn. Pan und Gefolge weichen ihrer Drohung. Diana und Endymion schwören sich ewige, wenn auch platonische Liebe.
Empyreum. Jupiter, Merkur, Kallisto, Chor himmlischer Geister
Kallisto findet auf Jupiters Geheiß ihren Platz in den Sternen.

## Aufführungen
Die Uraufführung fand im Teatro Sant’Apollinare in Venedig statt (Cavalli saß am Cembalo), das für die Oper mit neuer Bühnenmaschinerie ausgestattet wurde. In den 11 Aufführungen vom 28. November bis 31. Dezember 1651 kamen aber nur 1200 Besucher (das Theater fasste 400 Besucher), was einer durchschnittlichen Auslastung von unter einem Drittel entsprach. Die Oper war ein Reinfall und stand unter keinem guten Stern, da der Sänger des Endymion, Bonifatio Ceretti (ein bekannter Alt-Sänger von San Marco), vor der Uraufführung erkrankte und wenig später starb. In der Uraufführung sangen Margarita da Costa die Kallisto und Catterina Giani die Diana. Beide erhielten wie Cavalli (und der Sänger des Endymion) mit je 1860 venezianischen Lire die höchste Gagen. Auch männliche Sänger kamen damals für Frauen-Nebenrollen (mit komischer Note) in Betracht. Merkur und Jupiter wurden von Männern gesungen.
Die erste Wiederaufführung fand 1970 in Glyndebourne durch Raymond Leppard statt (Regie Peter Hall), der damals mit seiner Orchestrierung („Realisation“) der Barockoper neue Hörer erschloss. Die Oper wird relativ häufig aufgeführt. Die deutsche Erstaufführung war 1975 bei den Schwetzinger Festspielen durch Jesús López Cobos, gefolgt von der Staatsoper Hannover 1976 und Frankfurt am Main 1978. Im Jahre 2010 wurde die Oper sowohl unter Philipp Himmelmann in Genf als auch unter Marco Štorman am Wilhelma-Theater (Dirigent: Michael Klubertanz) in Stuttgart und Jan Bosse im Theater Basel (Dirigent: Andrea Marcon) inszeniert, und 2016 als Arbeit von Cordula Däuper am Staatstheater Darmstadt. 2019 wurde die Oper am Staatstheater Nürnberg von Jens-Daniel Herzog inszeniert unter der musikalischen Leitung von Wolfgang Katschner.

## Aufnahmen
- Raymond Leppard, Decca/Argo 1972, Glyndebourne, mit dem London Philharmonic Orchestra und dem Glyndebourne Festival Opera Chorus, Janet Baker (Diana), Ileana Cotrubaș (Kallisto), Peter Gottlieb (Merkur), Ugo Trama (Jupiter), James Bowman (Endymion), Hugues Cuénod (Linfeo), Teresa Kubiak (Juno), Janet Hughes (kleiner Satyr), Federico Davià (Pan), Owen Brannigan (Silvano), Isla Brodie (Echo), Marjorie Biggar (La Natura), Enid Hartle (L Eternita), Teresa Cahill (Il Destino). Im Beiheft ist der Text des Libretto in Italienisch und englischer Übersetzung abgedruckt.
- René Jacobs, Harmonia Mundi 1996, Theatre Royal de La Monnaie, Brüssel, mit María Bayo (Kallisto),  Marcello Lippi (Jupiter), Louise Winter (Diana, Destino), Hans Peter Kammerer (Merkur), Graham Pushee (Endymion), Barry Banks (Pan, Natur), Reinhard Dorn (Silvano), Sonia Theodoridou (Juno), Robin Tyson (Furie), als CD und DVD.